# 希意戰爭
希義戰爭（希臘語：或）是義大利及希臘之間在1940年10月28日至1941年4月23日間爆發的軍事衝突，它標誌著第二次世界大戰巴爾幹戰役的開始。這場衝突從1941年4月6日德國干預起被稱為希臘戰役。

## 地區性政治
戰爭爆發的原因是意大利首相墨索里尼的擴張政策，1940年中墨索里尼對希特勒在北歐及西歐的勝利十分妒忌，并希望向其軸心國的盟友證明他也有能力領導義大利獲得相似的成功。義大利在1939年春已經佔領阿爾巴尼亞和數個大英帝國在非洲的根據地（1940年夏季義大利入侵英屬索馬利亞），但不能獲得与德國同樣規模的勝利。同時義大利在巴爾幹半島的利益正受到德國的威脅，它的「附属国」羅馬尼亞在10月中接受德國對其在普洛耶什蒂的油田的保護，墨索里尼希望保持義大利在巴爾幹地區的势力，并取得可以作为对英國在地中海東部（塞浦路斯）据点发动进攻的基地。
1940年10月28日當希臘獨裁者揚尼斯·梅塔克薩斯拒絕了義大利要求佔領希臘領土的最後通牒後，義大利皇家陸軍入侵希臘，但希臘陸軍其後反攻並迫使義大利撤退，12月中希軍更佔領了阿爾巴尼亞25%的領土，困住了530,000義大利軍隊。到1941年3月義大利多次的反攻均失敗，只在希馬腊附近獲得少許進展，4月6日當德國出兵入侵南斯拉夫及希臘時，意軍才恢復進攻。4月12日起希臘軍隊開始從阿爾巴尼亞撤退以避免被已佔領南斯拉夫南方及從保加利亞進攻的德軍切斷，4月20日伊庇魯斯的希臘軍隊向德軍投降，在4月23日義大利、德國和希臘的停戰協定被訂定，希義戰爭正式結束。
希臘在1940年對義大利最初攻勢的勝利是同盟國於第二次世界大戰中在歐洲大陸上的首次勝利，提高了被佔領的歐洲民眾的士氣。一些歷史學家認為該戰事對整個二戰的進程有很大影響，因為德國決定干預巴爾幹地區來懲罰倒向英國的南斯拉夫及協助希臘局勢而延後了巴巴羅薩作戰的軍事行動，這令德軍在入侵蘇聯時必須面對俄羅斯嚴寒的冬天，導致莫斯科戰役的失敗。

## 背景

### 20世紀初期之希臘－義大利關係
自從義大利統一後，義大利已經被稱為列強之一及地中海的領導者，之後，在法西斯黨領導下，墨索里尼更宣佈要成立新羅馬帝國，並將希臘定為戰略目標之一。
在1910年代義大利和希臘在希臘西北部鄰邦的阿爾巴尼亞及其保護的多德卡尼斯群島上出現利益衝突，最後由義大利成為這兩地的保護國，同時希臘取得了在其南部擁有最多希臘人的伊庇鲁斯北部地區，加上義大利在1912年的義土戰爭中已經佔領在東南面愛琴海的擁有眾多希臘人聚居的佐澤卡尼索斯群島，雖然根據希臘首相埃莱夫塞里奥斯·韋尼澤洛斯與托馬索·蒂托尼在1919年的協議中已經承諾撤出，但義大利之後違反協議，兩個軍隊在佔領安那托利亞中發生衝突，義大利在第二次希土戰爭中幫助土耳其打擊希臘，其後墨索里尼的法西斯新政府利用一名義大利將軍在希臘接壤阿爾巴尼亞邊境被謀殺為借口炮轟及佔領科孚島，這是愛奧尼亞群島中最重要的島嶼，這些都是根據18世紀威尼斯共和國的原則及義大利擴張主義的目標來進行的，跟著一段承平時期，特別是埃莱夫塞里奥斯·韋尼澤洛斯在領導希臘時期及兩國在1928年9月23日簽署友好條約後。 
在希臘方面，韋尼澤洛斯花了很大努力以改善希臘與鄰國之關係，希臘與土耳其在1930年簽署友好條約及在1934年簽署《巴爾幹公約》後，希臘已經和其傳統敵人土耳其达成和解；阿爾巴尼亞因为實力太弱而不对希腊构成威脅；而南斯拉夫王國雖然不断要求希腊接受在塞薩洛尼基设立自由區，但總體來說两国关系良好；而且這些國家均深受保加利亞的威脅，保加利亞在1930年代希望收復西色雷斯，這對希臘威脅甚大。因此，在為韋尼澤洛斯去世後建立軍事獨裁政權的梅塔克薩斯在1936年與列強會面後，便計劃重組國家軍隊及沿希臘－保加利亞邊境建設防禦工事，防線建成后以他的名字命名为“梅塔克薩斯防線”。在其後數年，希腊投入大量资源加速軍事现代化，军队装备的状况大幅改善，凭藉军事实力的增强，也收复了早前失落的一部份领土。希臘政府為3個軍團購買了很多槍枝，但是，由於戰爭爆發的威脅增加，1938年及1939年間進行最重要採購的武器沒有或只有部份被付運，還有，一個大型的應急計劃被制訂出來及在希臘各地儲藏大量糧食及物資以防戰爭爆發。

### 1939年－1940年間之外交及軍事發展

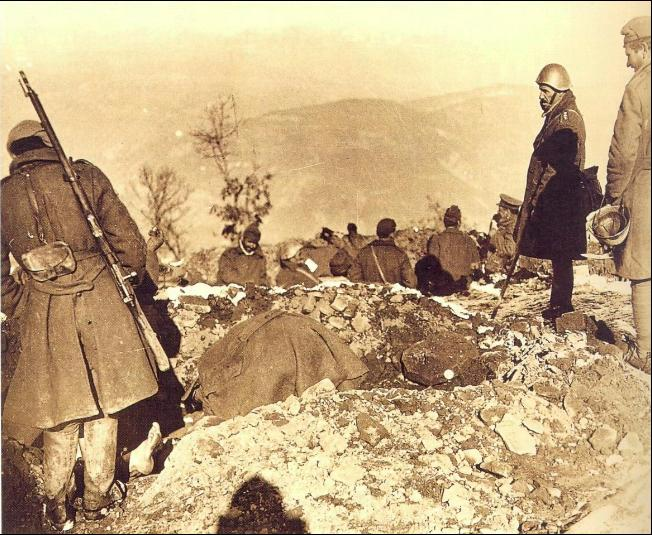
1939年3月，希臘軍事人員在埃萊阿-卡拉瑪防線架設鐵絲網

1939年4月7日義大利軍隊佔領阿爾巴尼亞，獲得了與希臘接壤的邊界，這行動令英國及法國向希臘提出保證以保障希臘的領土完整，但對希臘人來說，這令他們取消了以前所有計劃及倉促的準備義大利人的入侵，當戰爭在中歐爆發時，梅塔克薩斯嘗試令希臘免受波及，但當衝突擴大時，在親英派的國王喬治二世的支持下，梅塔克薩斯向英國靠攏，國王是其政權的主要支持者，對梅塔克薩斯來說是十分意外，因為他是親德派人物和與希特勒的納粹德國建立了非常密切的經濟聯繫。
在法國淪陷後，墨索里尼將其目光轉向希臘，根據他在1940年7月3日與其女婿及外交部長加萊阿佐·齊亞諾的對話中說：「……英國的船隻或是飛機在希臘停留及補充燃料，墨索里尼被激怒，他決定採取行動」。8月11日戰爭已經被決定進行：「墨索里尼繼續說大約在9月底進行一場小型的進攻攻入希臘」。與此同時原本義大利進攻南斯拉夫的計劃因為德國的反對及缺乏必要的運輸裝備被取消。
1940年10月12日德軍佔領了羅馬尼亞的油田，墨索里尼因事前沒有被知會而十分憤怒，他覺得德國開始侵入歐洲東南部，而這地區是義大利的勢力範圍，3天後他命令在羅馬開會以討論入侵希臘的行動，只有最高司令佩特羅·巴多格里奧陸軍元帥提出反對，舉出在入侵前先部署20個師的部隊，但阿爾巴尼亞前線總司令巴斯弟盎·維斯康蒂·佩斯卡陸軍中將表示只需要3個師及戰爭在最初階段的攻勢（攻佔伊庇魯斯）就能結束，墨索里尼被他的高級軍官保證對希臘的戰爭只需要兩個星期就可以結束，而其外交部長齊亞諾（他說他能依賴希臘人的個性製造藉口，因為他們非常容易收買）被授權尋求一個戰爭藉口，一個星期後保加利亞國王鮑裡斯三世被邀請參與即將對希臘的打擊，但拒絕墨索里尼的邀請。
義大利開始宣傳進攻希臘的計劃，不斷重覆的挑釁行為被實行，例如飛越希臘領空及用飛機攻擊希臘海軍船隻、在高峰時一艘義大利潛艇於1940年8月15日在蒂諾斯港用魚雷攻擊及擊沉希臘輕巡洋艦“伊利號”，雖然沒有確實證據證明是義大利發動攻擊，希臘政府宣佈攻擊是由“不知名的國家”之潛艇發動，雖然維持了中立地位，人們均知道誰是真正的行兇者（指責墨索里尼及其外交部長齊亞諾）。

## 義大利之最後通牒及希臘之反應
1940年10月28日傍晚在雅典的義大利大使伊曼紐爾·格拉齊向梅塔克薩斯轉交墨索里尼的最後通牒。最後通牒內，元首要求希臘批准義大利軍隊進入希臘國土內佔據一些沒有指明的戰略據點，希臘已經向納粹德國表示友好，特別是在雙邊貿易關係中獲得巨大利益。但現在德國的盟友義大利卻入侵希臘，梅塔克薩斯用以下言語拒絕最後通牒：「好，這是戰爭」（法語："Alors, c'est la guerre."），數小時後義大利開始從阿爾巴尼亞進攻希臘。
很短時間之後，梅塔克薩斯向希臘民眾發表以下演說：「現在是希臘為自己的獨立而戰鬥，希臘人，現在我們要向祖先證明自己的價值及保衛他們給予我們的自由；希臘人，為你們的祖國而戰，為你們的妻子而戰，為你們的兒女而戰及為莊嚴的傳統而戰，現在，超越一切，戰鬥！」作為對這個演說的回應，希臘人走上街高唱希臘偉大的歌曲及高叫反義大利的口號，數以千計的自願者不論男女，在希臘各地應徵入伍，全國團結一致面對侵略，就連人在獄中的希臘反對黨希臘共產黨領袖尼古拉奧斯·薩查利阿迪斯也發布了一封公開信主張抵抗，雖然《蘇德互不侵犯條約》仍然存在，但這與第三國際的底線相抵觸（然而在之後兩封信中他指責梅塔克薩斯參與帝國主義戰爭及要求希臘士兵放棄士兵的身份及推翻政府）。

## 戰鬥序列及抵抗計劃
戰線寬度共150公里，特點是滿佈山區及只有很少公路，班都斯山夾在戰區中令行動實際上被分成兩個獨立部份：伊庇鲁斯及西馬其頓。 
義大利的戰爭計劃，代號為“緊急G行動”（Emergenza G），將分3階段佔領希臘全國：第一是佔領伊庇鲁斯及愛奧尼亞群島；之後當增援到達後，進入西馬其頓及進佔塞薩洛尼基，以佔領整個希臘北部；跟著攻佔希臘剩餘之領土，同時發起一些附助進攻以攻佔愛奧尼亞群島，同時希望保加利亞進行干預及在東馬其頓牽制希臘軍隊。
義大利最高統帥部在每個戰區均部署一個軍，由已經駐守在阿爾巴尼亞的軍隊組成，部署在伊庇鲁斯的較強的第25軍（由義大利第23費拉挪步兵師、第51錫耶納步兵師及義大利第131半人馬裝甲師組成，共有30,000人及163輛坦克）向約阿尼納進擊，在其右翼的旅級科利拉爾集團共5,000人沿海岸推進，在左邊的第3茱莉亞阿爾卑斯師經班都斯山推進，在馬其頓的第26科爾察軍（由義大利第29皮埃蒙特步兵師、第49帕爾馬步兵師及第19威尼斯步兵師組成，共31,000人從國家北部南下）在最初時期取守勢，總體來說，面對希臘的義軍共有大約85,000人，由塞巴斯蒂亚诺·维斯孔蒂·普拉斯卡陸軍中將指揮。
在義大利佔領阿爾巴尼亞後，希臘參謀人員已制定出IB（義大利－保加利亞）計劃，防止義大利和保加利亞的聯合進攻，計劃主要是防衛伊庇鲁斯，同時保持在西馬其頓發動有限的進攻，防守伊庇鲁斯的計劃有兩個不同版本，IBa計劃是在邊界建立防禦，及IBb是在中部建設防線，選擇使用那套方案由前線指揮官決定，希臘有一個有利因素，就是從情報中知道進攻大約在那一天開始，因此能作出有限動員來面對義大利可能之進攻。
戰爭爆發時希臘在中部防守之部隊是：在伊庇鲁斯是已全部動員及準備上前接敵的希臘第8步兵師；在西馬其頓是TSDM軍級集團，包括營級部隊“班都斯支隊”（Apospasma Pindou）、第9步兵師及第4步兵旅，希臘守備部隊共35,000人，但可以從希臘南部及馬其頓之編隊迅速獲得增援。
希臘有一個小小的優勢，是其師團的步兵兵力比義大利的多30%（3個團對兩個團）及明顯地比義大利有更多的中型火炮及機關槍，但他們完全缺乏坦克，同時義大利軍比弱小的希臘皇家空軍擁有空中優勢，加上希臘大部份裝備均是第一次世界大戰時期或是來自已被軸心國佔領的國家如比利時、奧地利及法國，因此缺乏零件及軍火補充，但是很多希臘高級軍官均曾參與多場連續性戰爭（從1912年－1913年的巴爾幹戰爭及第一次世界大戰到1919年－1922年的希臘－土耳其戰爭），同時雖然資源有限，但希臘軍隊在1930年代已經即將來臨的戰爭作出充分準備，加上，希臘人因希望為蒂諾斯事件復仇而反義大利情緒及士氣高漲。

## 戰爭進程

### 義大利之最初進攻（1940年10月28日－1940年11月13日）
意大利人的攻擊在10月28日上午展開，迫使希臘邊境守軍後退，第25軍的矛頭包括費拉娜及聖塔羅師向埃萊阿推進，而在其右邊的科利拉爾集團沿海岸線前進，義大利人因崎嶇的地形而受阻，其輕型的L3/35及中型的M13/40坦克無法通過山區地形或滿佈泥濘的道路。
10月31日意大利最高統帥部宣布：「我們的部隊繼續前進到伊庇魯斯並在幾處到達卡拉瑪河。不利的氣候條件和敵人因退縮所採取的行動不會減慢我們部隊的進展」 。但在現實中意大利的進攻因沒有統一領導及個人互相競爭而缺乏信念及驚喜（甚至沒有空襲行動），因而疲於奔命，海上惡劣的條件令在科孚島的登陸變成不可能，11月1日義大利人佔領了科尼察及到達了希臘的主要防線，同一天意大利最高司令部將阿爾巴尼亞戰線超過非洲戰線列為第一優先，然而儘管一再進攻，義大利軍未能突破希臘的防線，直到11月9日進攻被暫停。
更大規模的進攻由擁有11,000人的強大的第3茱莉亞阿爾卑斯師進行，進攻將越過班都斯山指向邁措翁，企圖在伊皮魯斯與馬其頓之間分割希臘守軍，茱莉亞阿爾卑斯師取得最初成功，在TSDM軍級集團中央取得突破，希臘最高統帥部命令立即向該區增援，統歸希臘第2軍團指揮，希臘的首次反攻在10月31日展開及只取得小許成功，義大利在11月3日攻佔了在邁措翁以北30公里的沃武薩，但他們清楚地意識到該師已缺乏兵力及補給面對源源不絕而來的希臘增援部隊。
希臘的反攻奪回了一些村莊，包括在11月4日收復沃武薩，實際上包圍了茱莉亞阿爾卑斯師，普拉斯卡命令新到達的第47巴里步兵師（原本準備入侵科孚島）前往增援，但因到達太遲而改變不了結果，數天後阿爾卑斯師在希臘騎兵不斷攻擊及惡劣天氣條件下頑強拼搏，但在11月8日阿爾卑斯師師長馬里奧·特羅西少將命令部隊經斯莫利卡斯山向科尼察撤退，撤退直到11月13日結束，在前線的義大利軍被肅清，希臘取得班都斯戰役的全面勝利。
在西馬其頓，由於義大利沒有採取積極行動及將主力集中在伊庇魯斯戰區，10月31日，希臘最高統帥部命令將第3軍（由第10、第11步兵師及騎兵旅組成，由喬治·措拉格魯少將指揮）進入該地區及聯同TSDM集團攻入阿爾巴尼亞，由於後勤方面的原因，這一進攻之後被推遲到11月14日發起。
意大利最高統帥部本來預計這只是一次軍事野餐，面對希臘突如其來的抵抗，感到非常意外，幾個師被匆匆送往阿爾巴尼亞，以及襲擊希臘附近島嶼的附屬計劃被確定取消，由於被進攻受阻而激怒，墨索里尼決定改組在阿爾巴尼亞的指揮架構，在11月9日以他的戰爭前副部長烏巴爾多·索杜將軍取代普拉斯卡，索杜到達後，立即下令他的部隊轉入防守，因他已經清楚地看到，意大利的入侵失敗了。

### 希臘之反攻及僵局（1940年11月14日－1941年3月8日）
由於保加利亞沒有加入戰爭，令希臘最高統帥部能將其主力從希臘－保加利亞邊境轉往阿爾巴尼亞前線，在11月初，希臘的增援開始到達前線，由於擁有人數上的優勢，令希臘軍隊最高司令亞歷山大·帕帕戈斯將軍在11月中可以發動反攻，11個步兵師、2個步兵旅及1個騎兵師對5個義大利步兵師及1個裝甲師發起進攻 。
TSDM集團及希臘第3軍不斷從希臘北部獲得增援，它們在11月14日向科爾察展開進攻，經過在邊界上防禦工事上的戰鬥後，希臘軍隊在11月17日取得突破及在11月22日進入科爾察，但是由於希臘最高統帥部缺乏決心，義大利軍因而有機會脫離接觸及重組，避免了全面崩潰。
從西馬其頓之進攻是配合整個戰線的全面進攻一同進行，希臘第1軍及第2軍在伊庇魯斯進攻，經過激戰後在12月初佔領薩蘭達、保格拉德茨及吉諾卡斯特和在平安夜攻佔希馬拉，實際上攻佔了被希臘稱為北伊庇魯斯的整個阿爾巴尼亞南部，希臘最後的成功是由第2軍在1月10日攻佔在戰略上非常重要及擁有堅強防禦工事的克里蘇拉山口，但希臘軍隊向培拉特的突破未能成功，而向發羅拉的進攻亦以失敗告終，在保衛發羅拉的戰鬥中，義大利的第7迪托斯卡納步兵師、第3茱莉亞阿爾卑斯師、第24皮內羅洛步兵師及第5普斯提尼亞步兵師遭到重大損失，但到了1月底，由於義大利人數上的優勢及希臘本身不良的後勤狀況，希臘的進攻被迫停止。
同時索杜將軍在12月被烏戈·卡瓦萊羅取代，3月4日英國首批援助的軍隊及補給到達希臘，由亨利·梅特蘭·威爾遜將軍指揮，部隊共有4個師（共57,000名士兵），其中兩個裝甲師。

### 義大利的春季攻勢及德國的進攻（1941年3月9日－1941年4月23日）
僵局仍在繼續，雙方在陸上沒有足夠力量發動大規模攻擊，儘管在敵人的土地上戰鬥，但希臘人被處於岌岌可危的地位，因為他們實際上已經從北部邊境抽調了大批的武器和兵員到阿爾巴尼亞戰線，因而沒有力量抵擋德國可能從保加利亞發動的攻擊。
另一方面，義大利人希望於德國干預前在阿爾巴尼亞前線取得成功，因而聚集力量發動代號為春天的新攻勢，他們動員了17個師來面對希臘的13個師，由墨索里尼親自督師，指向克里蘇拉山口，進攻從3月9日至3月20日，但未能擊退希臘軍隊，及只攻佔少許地區如希馬拉、該地區的馬里哈札及近培拉特的山區，從這時候至4月6日德國進攻期間，僵局仍在繼續及雙方只進行有限度的行動。
由於預期德國的進攻，英國政府和一些希臘人要求撤回在伊庇魯斯的軍隊，以留下足夠的兵力及裝備對付德國人，然而，民族情感不容許放棄來之不易的勝利，壓倒一切的軍事邏輯，在面對即將戰敗的意大利人退縮被認為是可恥的，因此，當德軍進攻開始時，大部分的希臘軍隊（共15個師），仍留在阿爾巴尼亞，威爾遜將軍嘲笑這種不情願的拜物主義只是對意大利人有利，及希臘軍隊的21個師中只有6個師可用來面對德國的進攻。
從4月6日起，義大利恢復了在阿爾巴尼亞的攻勢以配合德國的瑪莉塔作戰，最初的進攻只有少許進展，但在4月12日由於德軍進攻的快速進展，希臘最高統帥部命令從阿爾巴尼亞撤退，義大利第9軍團在4月14日攻佔科尼察，3天後攻佔愛爾塞克，4月19日義軍佔領了希臘普雷斯帕湖沿岸，4月22日義大利第4摩托化狙擊兵旅在跨越國境進入希臘國土後佔領了邊境村莊帕列堤的大橋。 
在此期間當4月18日武裝親衛隊第一阿道夫·希特勒摩托化旅攻佔邁措翁山口後，在伊庇魯斯的希臘軍隊被切斷，第二天愛奧尼亞落入德國人手中及希臘軍隊完全被孤立起來，意識到絕望的措拉格魯將軍，在與其他幾個將領同意但沒有帕帕戈斯將軍授權下，在4月20日向澤普·迪特里希提出投降條件，以避免軍隊不名譽地向義大利人投降投降的條件是有尊嚴，包括希臘士兵在解除武裝後可自由返回家園，而不會被當作戰俘，而軍官則容許保留自己的武器，但墨索里尼因這一單方面投降而被激怒，由這一單方面投降，並經過多次向希特勒的抗議後，包括義大利的代表在場的投降儀式在4月23日進行。 
4月24日義軍與德軍聯合進攻在雅典附近的阿提卡地區，而戰敗的英國軍隊開始他們的撤離，與德意兩國有同盟關係的保加利亞則在克桑西附近入侵希臘北部，5月3日在最後攻佔克里特島後，一個德國及義大利聯合遊行在雅典進行以慶祝軸心國的勝利，這是在希臘（及南斯拉夫）勝利後墨索里尼的首次演講，以宣傳他的義大利的地中海。

## 海軍行動
在爆發敵對行動時，希臘皇家海軍包括舊式巡洋艦格奧格斯·阿韋羅夫號、10艘驅逐艦（4艘舊式野獸級、4艘相對現代化的法蘭卡級及兩艘最新的格雷伊獵犬級）、幾個魚雷艇和6艘舊式潛艇，面對可怕的義大利皇家海軍，它的角色只是限於在愛琴海進行巡邏及使用護衛艦進行護航，對於完成軍隊的調動及國家的補給，這是非常重要，但從多德卡尼斯群島開始的護航路線卻經常受到義大利的飛機及潛艇威脅。
儘管如此希臘船隻也進行了有限的進攻性行動，在奧特蘭托海峽打擊義大利之海上運輸，其驅逐艦隊進行了3場大膽但毫無結果的夜間突襲（1940年11月14日至11月15日、12月15日至12月16日及1941年1月4日至1月5日），主要成就是來自潛艇，擊沉了一些義大利的運輸艦，在義大利方面，雖然義大利海軍因英國皇家海軍空襲塔蘭托而遭到重大損失，義大利的巡洋艦及驅逐艦依然有能力在義大利與阿爾巴尼亞之間的航線護航，還有在11月28日一隊義大利艦隊炮轟科孚島，而在12月18日和3月4日，義大利艦隊砲擊在阿爾巴尼亞的希臘海岸陣地。 
從1941年1月，希臘海軍之主要任務是與英國皇家海軍，為往來亞歷山卓的運輸船隊護航，由於增援希臘的英國遠征軍運輸已於3月初開始，義大利艦隊決定出動攻擊對付運輸船隊，在ULTRA截聽提供情報幫助下，英國艦隊於3月28日之馬塔潘角海戰中暫時性地打敗意大利艦隊。
當德軍於4月6日開始進攻後，形勢迅速改變，德國空軍掌握了制空權及令希臘和英國海軍付出重大傷亡，在大陸被佔領及之後德國空軍攻佔克里特島標誌著盟軍在希臘水域行動的終結直至1943年的多德卡尼斯群島行動。

## 總結
在1941年5月克里特島陷落後，所有希臘領土已完全由軸心國控制，在未來3年將受到德國、義大利及保加利亞殘酷的共同佔領，在被佔領的國家內，一個有效的抵抗網絡被建立起來及在1944年已解放了大部份山區，而希臘的陷落更加強義大利皇家海軍在地中海東部的行動，並隨後在1941年底癱瘓兩艘英國主力戰列艦重奪地中海制海權。同時，希臘的軍隊及艦隻仍然在北非及最終在義大利與英國海軍在地中海及中東共同作戰。當德軍在1944年10至11月間從巴爾幹半島撤退後，希臘除一些個別島嶼仍有德國守軍駐紮外已全部被解放，但是，國家隨即陷入新的衝突中，即希臘內戰。

## 對第二次世界大戰之影響
雖然軸心國在希臘之行動取得全面勝利，希臘對義大利入侵之抵抗對第二次世界大戰之進程有重大影響，一些歷史學家認為，德國在巴爾幹的干預推遲了巴巴羅薩行動及造成傷亡，特別是在克里特島之空降作戰對飛機及傘兵付出代價及影響戰果，在與萊尼·里芬斯塔爾的談話中，希特勒痛苦地說：「如果義大利沒有進攻希臘及需要我們幫助，戰爭的進程將會大為不同，我們可以在俄羅斯嚴寒來臨前攻佔列寧格勒和莫斯科，更不會有之後的斯大林格勒戰役」，加上佔領希臘需要鎮壓遊擊隊及防守該地以防盟軍進攻，在戰爭中牽制了一些德國及義大利師團（不過多數是戰力較差的次級師與外籍武裝親衛隊），但是其他歷史學家如安東尼·貝福卻指出不是希臘的抵抗，而是在歐洲東部機場的緩慢建設令軸心國推遲入侵蘇聯。 
同時希臘的抵抗最終需要盟國的干預，最終派遣英軍到希臘是基於政治上的考慮，在事後艾倫·布魯克將軍的說話承認這是一個明確的戰略失誤，在當時的非常時期將兵力從中東分散到希臘，這支兵力不足以對抗德國對希臘之入侵，但如果用在北非戰場將發揮決定性的作用，將令勝利提早來臨。
這亦是在道德上非常重要的例子，當時只有英国單獨對抗軸心國，對一個小國來說，擊退了義大利法西斯是偉大的，從當時的一些對希臘生氣勃勃的讚詞中可以看到，其中最突出的是來自溫斯頓·邱吉爾的說話：
|  | 至此我們今後將無法再說希臘人英雄般地戰鬥，但英雄們將像希臘人般地戰鬥。 |

法國將軍夏爾·戴高樂亦讚揚希臘抵抗之勇猛，他在希臘全國慶祝獨立日（3月25日）發表正式公告，戴高樂對希臘英雄般的抵抗表示讚賞：
|  | 我代表在佔領區內仍然生存的法國人，法國希望將他們的祝賀送給仍然為自由而戰的希臘，1941年3月25日是希臘在其英雄鬥爭的頂點及其精神的頂部，自從薩拉米灣海戰以來，希臘從來沒有有如今日般的偉大及光榮。 |

希臘站在盟國一方令自己在被義大利佔領期間被吞併，但希臘人佔多數的多德卡尼斯群島直到第二次世界大戰後的1947年才回到希臘手中。

## 外部連結
- Photos of the initial Italian offensive in Epirus
- Commando Supremo: Invasion of Greece 28 October - Italian Order of battle
- Greece: October 1940 (in Italian)
- Greece of OXI （页面存档备份，存于） 
- The Defence of Greece 1940-41 website （页面存档备份，存于）
- Greco-Italian War （塞爾維亞文）